# Limnyzja
Die Limnyzja (ukrainisch Лі́мниця; russisch Ломница Lomniza, polnisch Łomnica) ist ein rechter Nebenfluss des Dnister in der Westukraine.
Die Limnyzja entspringt im Gorgany, einem Gebirgszug der Äußeren Ostkarpaten.
Die Limnyzja durchfließt die Oblast Iwano-Frankiwsk in nordöstlicher Richtung.
Im Oberlauf bildet sie einen typischen Gebirgsfluss. 
Die Städte Perehinske und Kalusch liegen am Flusslauf.
Die Limnizja mündet bei Schewtschenkowe 2 km westlich von Halytsch in den nach Südosten strömenden Dnister.
Die Limnyzja hat eine Länge von 122 km. Sie entwässert ein Areal von 1530 km². 
Der Fluss wird hauptsächlich von Niederschlägen gespeist. 
Der mittlere Abfluss beträgt 28 m³/s.
Bei Hochwasser können Abflüsse von bis zu 850 m³/s auftreten.
Im Winter ist der Fluss über einen Zeitraum von 23 bis 114 Tagen eisbedeckt.
In der Limnyzja kommt die Bachforelle vor.